# Harry Potter (televizijska serija)
Harry Potter je nadolazeća televizijska serija temeljena na istoimenom serijalu romana britanske autorice J. K. Rowling. Produkciju serije vodi kuća HBO, a najavljena je kao nova, dugoročna adaptacija književnog predloška, s namjerom da svaka sezona obradi jednu knjigu iz serijala. Za razliku od prethodne filmske franšize, serija će imati potpuno novu glumačku postavu i vizualni pristup, uz veću vjernost originalnom tekstu.
Serija je prvotno bila planirana za prikazivanje na platformi Max, no do lipnja 2024. premještena je na HBO. Glavno snimanje započelo je u srpnju 2025. u studijima Leavesden. Premijera serije zakazana je za početak 2027. na HBO-u u Sjedinjenim Američkim Državama. J. K. Rowling sudjeluje u projektu kao izvršna producentica, a serija je dio šire strategije platforme Max za stvaranje premium sadržaja temeljenog na poznatim franšizama.

## Glumačka postava
Vidi još: Dodatak:Popis likova u knjigama o Harryju Potteru

### Glavni
- Dominic McLaughlin kao Harry Potter, 11-godišnje siroče. Kada je primljen u Školu vještičarenja i čarobnjaštva Hogwarts, saznaje za vlastitu slavu u čarobnjačkom svijetu jer je kao beba preživio ubojstvo svojih roditelja od strane mračnog čarobnjaka, Lord Voldemorta.
- Alastair Stout kao Ron Weasley, Harryjev najbolji prijatelj u Hogwartsu i mlađi član čarobnjačke obitelji Weasley.
- Arabella Stanton kao Hermione Granger, Harryjeva najbolja prijateljica i "mozak" trojca.
- John Lithgow kao Albus Dumbledore, ravnatelj Hogwartsa.
- Janet McTeer kao Minerva McGonagall, profesorica Preobrazbe u Hogwartsu i predstojnica doma Gryffindora.
- Paapa Essiedu kao Severus Snape, profesor Čarobnih napitaka u Hogwartsu i predstojnik doma Slytherina.
- Nick Frost kao Rubeus Hagrid, lovočuvar i čuvar posjeda u Hogwartsu.

### Sporedni
- Paul Whitehouse kao Argus Filch, nadzornik hodnika u Hogwartsu. Whitehouse je prethodno tumačio Sir Cadogana u filmu Harry Potter i zatočenik Azkabana, iako su njegove scene izrezane iz završne verzije filma.[1]
- Bertie Carvel kao Cornelius Fudge, Ministarstvo magije.
- Lox Pratt kao Draco Malfoy, učenik Hogwartsa koji ubrzo postaje Harryjev suparnik.
- Johnny Flynn kao Lucius Malfoy, Dracov otac.
- Bel Powley kao Petunia Dursley, Harryjeva teta s kojom odlazi živjeti nakon smrti svojih roditelja.
- Daniel Rigby kao Vernon Dursley, Harryjev tetak s kojim odlazi živjeti nakon smrti svojih roditelja.
- Katherine Parkinson kao Molly Weasley, Ronova majka.
- Leo Earley kao Seamus Finnigan, učenik Gryffindora u Hogwartsu.
- Alessia Leoni kao Parvati Patil, učenica Gryffindora u Hogwartsu.
- Sienna Moosah kao Lavender Brown, učenik Gryffindora u Hogwartsu.
- Rory Wilmot as Neville Longbottom, učenik Gryffindora u Hogwartsu.
- Amos Kitson as Dudley Dursley, Harryjev bratić.
- Louise Brealey as Madam Hooch, instruktorica letenja na metli u Hogwartsu.
- Anton Lesser as Garrick Ollivander, izrađivač čarobnih štapića i vlasnik trgovine „Ollivander“ u Zakutnoj ulici.

### Gostujući
- Luke Thallon kao Quirinus Quirrell (Sezona 1), profesor Obrane od mračnih sila.

## Produkcija
Produkciju serije vodi Warner Bros. Television, dok se snimanje planira u Warner Bros. studijima u Leavesdenu, gdje su prethodno snimani i filmovi iz originalne franšize. Glavna scenaristica i showrunnerica serije je Francesca Gardiner, poznata po radu na serijama Succession i His Dark Materials. Režiju pilot epizode povjereno je Marku Mylodu, a oboje će ujedno biti i izvršni producenti uz J. K. Rowling, Davida Heymana, Neila Blaira i Ruth Kenley-Letts.

### Razvoj
Glasine o mogućoj televizijskoj adaptaciji serijala Harry Potter kružile su godinama, a službena najava stigla je 12. travnja 2023., kada je potvrđeno da je serija u razvoju za novu streaming platformu Max (bivši HBO Max). Izvršni direktor Warner Bros. Discoveryja, David Zaslav, izjavio je 23. veljače 2024. da se serija planira premijerno prikazati 2026. godine.
U početku se smatralo da će se serija prikazivati isključivo na platformi Max, no 25. lipnja 2024. potvrđeno je da će se emitirati i na HBO-u. Projekt je predstavljen kao dugoročna adaptacija s planiranih sedam sezona, pri čemu bi svaka sezona obuhvatila jednu knjigu iz originalnog književnog serijala.
Audicije za glavne uloge otvorene su u rujnu 2024. u Ujedinjenom Kraljevstvu i Irskoj. Prema pisanju Varietyja, prijavilo se više od 32 000 djece.
U rujnu 2024., izvršni direktor HBO-a Casey Bloys dao je dodatne informacije o projektu uoči početka produkcije serije. Izjavio je kako se premijera očekuje krajem 2026. ili početkom 2027. godine, te da su scenaristi i redatelji započeli s radom. Također je naveo da je produkcijski tim u tom trenutku još uvijek bio u potrazi za ključnim članovima ekipe, uključujući voditelje odjela za scenografiju, specijalne efekte i druge tehničke segmente.

### Casting
U studenom 2024. pojavile su se prve glasine o mogućim glumačkim imenima. Mark Rylance u početku je spominjan kao favorit za ulogu Albusa Dumbledorea, no 25. veljače 2025. potvrđeno je da će ga glumiti američki glumac John Lithgow. Lithgow je najavio kako će raditi s jezičnim trenerom kako bi ovladao britanskim naglaskom, s obzirom na to da je u filmskoj franšizi bio zahtjev da svi glumci budu britanskog ili irskog podrijetla. Dodao je da mu se lik Dumbledorea posebno svidio zbog slojevitosti i razvoja kroz serijal, te da je počeo čitati knjige kao pripremu za ulogu.
U ožujku 2025. objavljeno je da su uloge Severusa Snapea i Minerve McGonagall ponuđene britanskom glumcu Paapi Essieduu i britanskoj glumici Janet McTeer. Dana 14. travnja 2025. HBO je službeno potvrdio prve članove glumačke postave: uz Lithgowa, McTeer i Essiedua, ulogu Rubeusa Hagrida preuzet će Nick Frost, Luke Thallon glumit će profesora Quirrella, a Paul Whitehouse domara Argusa Filcha. U svibnju 2025. Dominic McLaughlin, Alastair Stout i Arabella Stanton odabrani su za uloge Pottera, Weasleyja i Granger. Sljedećeg mjeseca objavljena je i dodatna glumačka postava: Katherine Parkinson kao Molly Weasley, Lox Pratt kao Draco Malfoy, Johnny Flynn kao Lucius Malfoy, Leo Earley kao Seamus Finnigan, Alessia Leoni kao Parvati Patil, Sienna Moosah kao Lavender Brown, Bel Powley kao Petunia Dursley, Daniel Rigby kao Vernon Dursley i Bertie Carvel kao Cornelius Fudge. U srpnju su Rory Wilmot i Amos Kitson dobili uloge Nevillea Longbottoma i Dudleyja Dursleyja, dok se Louise Brealey pridružila kao Madam Hooch, a Anton Lesser je odabran za ulogu Garricka Ollivandera.

### Snimanje
Glavno snimanje započelo je 14. srpnja 2025. u studijima Warner Bros. Studios Leavesden u Watfordu, Hertfordshireu, gdje je snimano i osam originalnih filmova o Harryju Potteru, a za direktora fotografije odabran je Adriano Goldman. U svibnju 2025. mediji su izvijestili da je već započela izgradnja setova za seriju. Istog mjeseca, filmska ekipa provela je više od tjedan dana na otoku Île de Sein u Bretanji, snimajući u okolici svjetionika Tévennec. Dana 14. srpnja 2025. objavljena je prva fotografija sa snimanja, na kojoj je McLaughlin prikazan u kostimu svog lika.

## Vanjske poveznice
- Harry Potter u internetskoj bazi filmova IMDb-a